# Čírka obecná
Čírka obecná (Anas crecca) je malá plovavá kachna z čeledi kachnovití. Samci mají tmavohnědou hlavu s jemnou světlou kresbou, samice jsou nenápadně zbarvené.
Je to nejmenší kachna žijící na území ČR, dorůstají délky 34–38 cm a vážící 200–400 g. Hnízdo si s oblibou staví ve vřesovištích. Snáší 8–10 vajec, na kterých sedí samice.

## Popis
Nejmenší z evropských plovavých kachen, dlouhá asi 37 cm a o rozpětí asi 60 cm. Váží asi 300 g. Kačeři mají od října do května svatební šat, který je z dálky nenápadný, z blízka je však pestrý: spodní ocasní pera jsou žlutá, hlavu zdobí po stranách tmavě zelený světle orámovaný ovál. V prostém šatu jej či kachnu stěží rozeznáme od poněkud větší čírky modré (Anas querquedula), neboť obě pohlaví u obou druhů mají zelená zrcátka na křídlech. Čírka obecná má zobák lehce prohnutý. Hlasité volání „krik..krik“, které je původem německého názvu (Krickente), je pro čírku též charakteristické. Čírky obecné patří mezi nejšikovnější letce mezi našimi kachnami. Vylétají téměř kolmo z vody a létají velmi rychle v sevřených šicích. Jsou to ptáci velice společenští, jen zřídka se však přimíchají mezi jiné kachny. Jsou zvláště čilé za soumraku nebo za světlých měsíčních nocí. Proto obvykle polední hodiny prospí.

## Prostředí
Jejich areál rozšíření tvoří několik tisíc kilometrů široký pruh napříč celou Eurasií a Severní Amerikou na sever od tundry až na jih po subtropy, kde se však vyskytují v izolovaných hnízdištích. V západní části Německa se stav odhaduje jen na několik set párů, na něž vyvíjejí lovci značný tlak. Jejich počet se zde pravděpodobně snižuje.
Čírky obecné hnízdí na malých i větších rybnících s bujnou pobřežní vegetací a hustou vodní flórou, na severu však i v na potravu chudých rašelinných jezerech, pokud jsou lemované rákosím. V zimě si jako bezpečná místa k odpočinku vybírají jezera a laguny se štěrkovými či písčitými ostrovy. Čírky obecné jsou tažní ptáci, přezimující především ve Středomoří. Už za tahu se spojují do velikých společenství.

## Rozmnožování
Tok začíná už pozdě na podzim, propuká ale naplno až v předjaří. Tehdy se setkávají páry, které spolu žijí téměř půl roku. Při toku se kačeři chovají podobně jako kačeři kachny divoké. Provádí však veškeré pohyby tak rychle, že je nejsme schopni sledovat zrakem. Místo pro hnízdo vybírá kachna. Staví je v úkrytu pod hustou vegetací a často daleko od břehu. Hnízdo je více či méně důkladná kotlinka vystlaná stébly, kterou kachna při hnízdění vyplní prachovým peřím. Hnízdění probíhá od poloviny května do konce června, sezení na osmi až deseti vejcích dlouhých asi 45 mm trvá 21 až 23 dnů. V době, kdy kachny sedí na vejcích, hlídá kačer poblíž hnízda. Mnozí vytrvají, dokud se nevylíhnou káčata a podílejí se pak při vodění mladých. Káčata váží po vyklubání z vajec asi okolo dvaceti gramů. Rodina se zpočátku zdržuje v úkrytu pod pobřežním rostlinstvem a ukazuje se na hladině jen v noci. Ve stáří něco přes tři týdny se mláďata osamostatňují a rodina se rozpadá. V té době čírky obecné opouštějí hnízdiště. Během následujícího období pelichání žijí v rákosinách.

## Potrava
Čírky obecné jsou všežravci, živící se v závislosti na nabídce jak živočišnou, tak i rostlinnou potravou. Na jaře tvoří značnou část jejich potravy larvy komárů, chrostíků, blešivci a červi. Na podzim převažují semena trav a bažinných a vodních rostlin. V době, kdy přezimují v lagunách, mohou tvořit jejich hlavní potravu drobní mlži. Tyto kachny vyhledávají potravu pokud možno v nejmělčí vodě nebo mezi rostlinami pod hladinou, přičemž plavou s hlavou ponořenou pod vodou. Pobíhají ale též po bahně těsně při okraji vody nebo se živí ve „stoji na hlavě“, přičemž však dosahují díky své velikosti jen do hloubky okolo 10 až 15 cm.

## Chov v zoo
V České republice je čírka obecná chována pouze v ZOO Tábor.

## Galerie

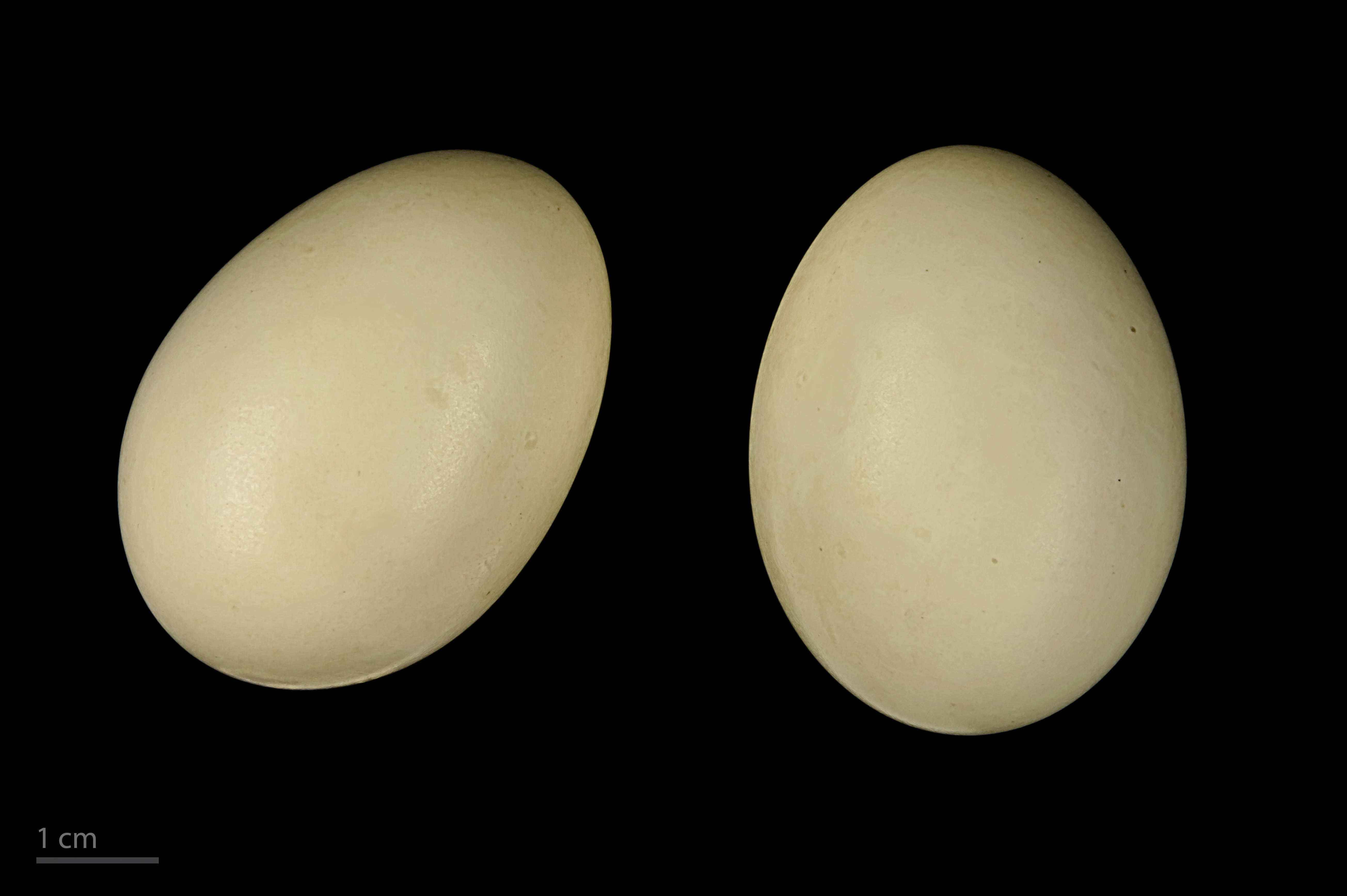
Vejce čírky obecné (Anas crecca)